# Séminaire national de formation rabbinique - Université juive (Budapest)
Le Séminaire national de formation rabbinique Université juive, en hongrois : Országos Rabbiképző - Zsidó Egyetem (OR-ZSE), fondée en 1877, à l'époque de l'empire d'Autriche-Hongrie, est une institution universitaire de Budapest, consacrée aux études juives et à la formation des rabbins hongrois.
Elle dispose de sa propre synagogue.

## L'université actuelle

### Organisation
- Fonctionnement
- Facultés
- Sites universitaires
- Bibliothèque universitaire

### Enseignement et recherche
- Formation
- Échanges internationaux
- Activités de recherche
- Relations internationales

### Vie étudiante
- Internats et collèges
- Vie associative

### Autour de l'université
- Instituts et institutions universitaires
- Sociétés universitaires
- Partenariats
- Financements

## Personnalités liées à l'université
- Sandor Scheiber (1913-1985), rabbin, directeur du séminaire de 1950 à sa mort[2]

## Galerie

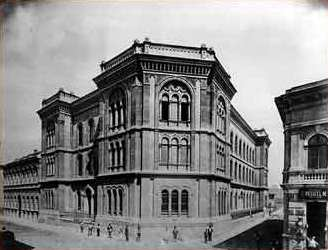
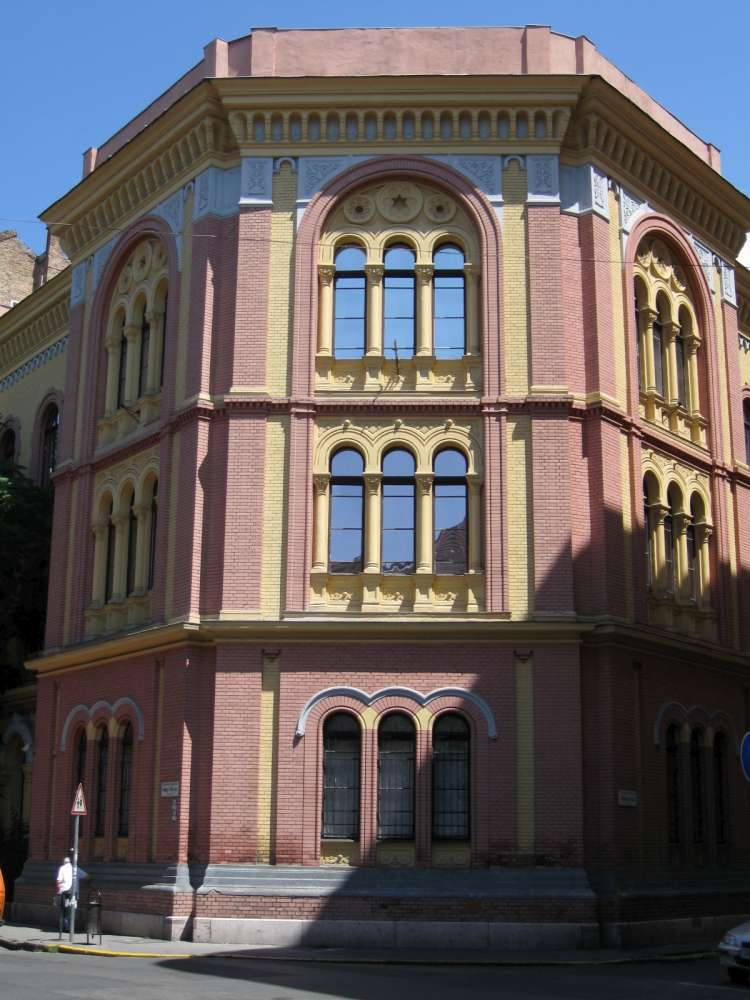
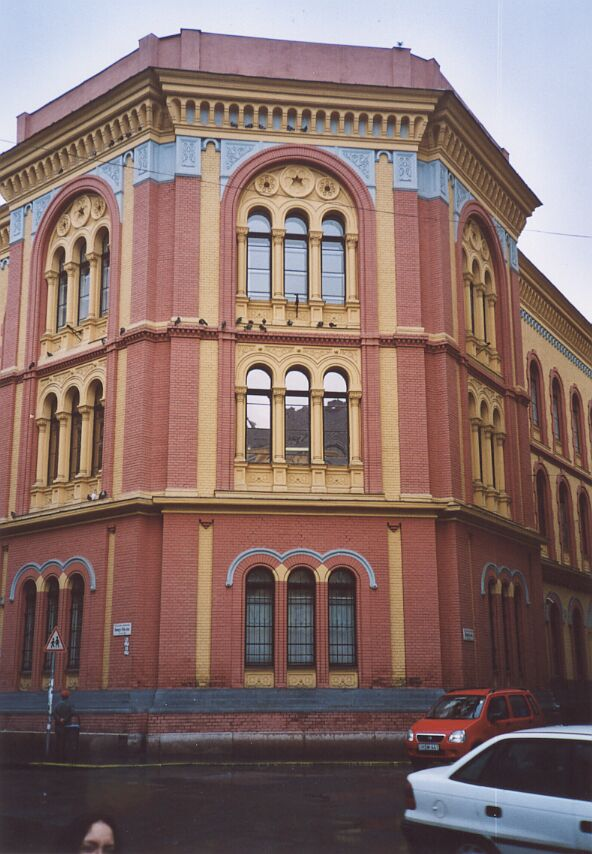